# Goguette des Frileux
Les Frileux était du 1er novembre au 1er mai le nom d'une célèbre goguette parisienne appelée également la Société des Frileux. 

## Historique
Elle se réunissait à Paris, 59 rue de Sèvres chez le marchand de vin traiteur Guignet. Durant les beaux jours le reste de l'année c'était une goguette de barrière qui s'appelait les Joyeux ou la Société des Joyeux. Elle se réunissait alors au Moulin de Beurre, cabaret tenu par la mère Saguet, chaussée du Maine.
En plus de boire, manger et chanter, pour se distraire on y jouait aux cartes et on y dessinait sur les tables.
Cette goguette fut fréquentée par des artistes, des poètes, des écrivains et des journalistes.
Au moins deux hommes politiques importants y parurent : François-Auguste Mignet et son ami Adolphe Thiers.
En 1872, le Grand dictionnaire universel du XIXe siècle publié par Pierre Larousse parle de cette goguette :
Les démolitions effectuées pour la prolongation du boulevard de Magenta, à travers le 18e arrondissement, ont fait disparaître, à l'entrée de l'ancienne barrière des Poissonniers, un débit de vin où, pendant longtemps, les Frileux ont tenu leur goguette, la dernière et la plus célèbre de Paris.

### À propos des Frileux en 1845
Marc Fournier écrit en parlant de deux Frileux, le compositeur Édouard Donvé et le dessinateur et peintre Charlet :
M. Edouard Donvé... Saluons, je vous prie, ces deux personnages qui passent en longeant la rue de Sèvres d'un pas grave et mesuré. L'un et l'autre sont des poètes populaires, avec cette différence que la gaieté de l'un n'excite que le rire, tandis que le rire de l'autre fait quelquefois songer. C'est le Vadé de la chansonnette, l'autre est le chantre de la plus colossale des épopées ; celui-là descend quelquefois du comique au grotesque, du grotesque au trivial, du trivial au cynisme ; celui-ci remonte superbement du comique au sublime, et sait le chemin rêveur qui conduit de la moquerie aux premiers pleurs de l'attendrissement. Mais celui-ci et celui-là, bras dessus, bras dessous, comme deux frères en gai savoir, s'en vont au Moulin de Beurre, chez la mère Saguet, cette tavernière aux bras rouges et au vin bleu qui a vu s'asseoir bien des gloires sur ses bancs de chêne et qui a dû trouver, le soir, au fond de ses verres, plus d'une larme secrètement mêlée aux dernières gouttes du festin. Que sont-elles devenues toutes ces nichées d'artistes et de poètes, d'écrivains et de journalistes ? Où sont-ils allés tous ces bohémiens qui n'avaient, hélas ! que l'avenir pour patrimoine et la foi pour noblesse ? En vérité, ce serait tout à la fois une étrange et saisissante histoire que celle de ce cabaret de la mère Saguet, et ce serait aussi un éloquent tableau que de voir nos deux poètes, ceux que nous avons laissés en route, seuls demeurés fidèles parmi tous les convives, venir encore s'asseoir à cette même table et à ce même vieux banc de chêne où s'est assis M. Thiers, pour deviser à eux trois, avec la cabaretière, du temps qui passe, des gloires qui se fanent, et des vignes qui fleurissent. Alors vous verriez l'un des poètes saisir sa guitare, car il a aussi une guitare ce fidèle entre les fidèles, et improviser un de ces refrains avinés qui valent presque tout un cours de philosophie pratique. Ce sera Alcindor à la chaumière, ce sera le Moutard de Paris, ce sera Télémaque et Calypso, ce sera la Grosse caisse, ce sera le Trompette de Marengo, ou bien, ce fameux Balochard qui parle une langue d'un coloris si pur !
Français, troubadour et pochard,

Oui, voilà Balochard !
Pendant ce temps l'autre barbouillera la table avec un morceau de charbon, et sans trop savoir si c'est le fusain qui conduit sa rêverie ou si son rêve guide les caprices de son esquisse, voilà bientôt que des figures apparaissent, se groupent, s'alignent en bon ordre sous des perspectives immenses et des horizons infinis. Un souffle passe aussitôt sur elles qui les anime ; elles se meuvent, elles vivent ! Alors le clairon sonne, le tambour gronde en roulements prolongés, l'airain tonne, le ciel s'obscurcit, des masses s'ébranlent et se choquent. C'est la guerre, c'est le carnage, c'est la désolation... Non pas ! C'est la gloire ! Ne voyez-vous pas ce cavalier sombre qui passe là-bas au milieu des phalanges ? Reconnaissez-vous le cheval blanc d'Austerlitz ? Te morituri salutant, ô César !
Et maintenant que direz-vous, je vous prie, de cette union toute fraternelle de deux créatures si diverses, qui boivent et rêvent ainsi côte à côte, chacune le nez dans son verre, et l'œil dans sa poésie, ne parlant pas la même langue, mais se comprenant toujours ? Edouard Donvé et Charlet ne feraient-ils pas croire à ce panthéisme de l'esthétique nouvelle qui veut que la poésie sois dans tout, et tout dans la poésie ?
Mais cela, Dieu merci, n'a rien de commun avec la chansonnette. Elle s'embarrasse bien de savoir, la rieuse, d'où lui vient le vent !

## Statuts et fonctionnement des Frileux
Émile de Labédollière écrit en 1860 qu'en venant de la rue de la Gaîté :
De l'autre côté de la Chaussée du Maine, au pied du Moulin de Beurre, était jadis le cabaret de la mère Saguet. Des littérateurs, des artistes, des chansonniers, des membres du Caveau, s'y réunirent longtemps. Ils avaient plus ou moins d'esprit ; ils chantaient d'une voix plus ou moins juste ; mais tous vidaient sans broncher les litres et les bouteilles. Charlet en était le doyen et il y avait conduit son élève Poterlet, dont la constitution ne résista pas à ce régime. Raffet y crayonna ses premières esquisses populaires ; Thiers et Mignet y parurent. Edouard Donvet y chantait, avec accompagnement de guitare, des parodies de romances et des chansonnettes comiques, et il était vivement applaudi par Billioux le gastronome, et par Davignon, le plus fameux peintre de lettres et d'attributs qu'on ait connu depuis l'invention des enseignes.
Que de chansons sont écloses dans ce bouge ! Entonnées par des voix dont la multiplicité des rasades avait altéré la sonorité, elles avaient, par compensation, l'inestimable saveur de ces œuvres spontanées qui jaillissent du vin, qui voltigent autour des tables rougies, de ces œuvres enfin qui sentent leur fruit, qui ont un goût du terroir.
[...]
Les habitués de la mère Saguet composaient la Société des Joyeux ; l'hiver, ils rentraient dans Paris, et constituaient alors la Société des Frileux, dont nous reproduisons textuellement les statuts :
« La Société des Frileux a pour but principal de continuer, pendant l'hiver seulement, la réunion des Joyeux.
« Son siège est établi chez M. Guignet, marchand de vin traiteur, rue de Sèvres, no 59, au coin de la rue Sainte-Placide.
« Le premier mardi de chaque mois, du 1er novembre au 1er mai, les Frileux sont convoqués pour un Banquet lyrique dont le prix est invariablement fixé à 4 fr. 25 cent. (café compris). A six heures précises, à table. — Puis ouverture des chants, et continuation d'iceux jusqu'à extinction de poumons naturels.
« Il est expressément défendu, quels que soient d'ailleurs son mérite et son auteur, de chanter plus de deux fois la même chanson durant chaque session des Frileux.
« Surtout point de politique parce que c'est embêtant.
« Pour entretenir leur douce et franche confraternité, les Frileux ont leurs petites soirées les mardi, vendredi et samedi. A sept heures, le vin sur table et le piquet à quatre. — Un sou la marque. — Qui touche mouille. — Les non-joueurs payent autant que ceux qui ont pris le plus de marques.
« A dix heures un quart, on arrête les frais des opérations de la Société, tout expressément au comptant.
« En résumé, 1er mardi, Banquet. Mardi, vendredi et samedi, soirées amicales, gaies et pas cher !
« Et voilà !! »
Les joyeux et les frileux n'admettaient pas les premiers venus dans leur rang. Pour recevoir l'honneur d'une invitation, il fallait être connu pour un convive spirituel et amusant. Ce n'était qu'à bon escient que le président envoyait une lettre dont voici le modèle :
Celui qui néglige de répondre aux invitations pour
les Banquets n'a point de couvert mis.
(Brillat-Savarin.)
« 3 novembre 1838
« Mon cher camarade,
« Je vous remets ci-joint un exemplaire de la charte constitutive de la Société des Frileux, qui vous compterait avec bien du plaisir au nombre de ses membres ou de ses visiteurs, comme vous voudrez.
« Notre but est bien simple : se réunir entre bons camarades qui s'estiment et se conviennent pour passer en jouant à petit jeu, en causant et en chantant, et tout cela à peu de frais, les longues soirées d'hiver dont nous sommes menacés.
« Remarquez bien qu'il y a parmi nous entière liberté : venir aux banquets n'oblige pas à venir aux soirées (et viça versez) ; mais comme nous serons chez nous, dans une salle à nous, nous ne voulons pas admettre le premier venu, et nous avons préalablement besoin de l'adhésion des amis que nous consultons.
« Je viens vous demander la vôtre, monsieur et cher camarade, parce que votre caractère sympathise avec le nôtre, et que la Société trouverait en vous un bon et loyal vivant.
« Veuillez donc me faire connaître vos intentions à ce sujet, et si nous pouvons compter sur vous pour le banquet d'inauguration de la Société des Frileux, qui aura lieu mardi prochain, 6 novembre, chez Guignet, rue de Sèvres, no 59, au coin de celle Sainte-Placide.
« Je vous prie de garder pour vous seul la présente lettre et le badinage qui l'accompagne. Nous ne cherchons point de prosélytes en dehors de ceux à qui elle sera adressée. Je vous dirai, quand nous nous verrons, les autres petites raisons de localités qui me font désirer que notre fondation ne soit connue que de vous. Je réclame à cette occasion votre délicate discrétion.
« A vous bien dévoué.
« J.V. BILLIOUX,
« (franco) chez M. Guignet, rue de Sèvres, 59. »
Hélas, la plupart des joyeux reposent aujourd'hui sous les arbres du cimetière voisin ! Billioux est mort pléthorique; Davignon s'est laissé tomber du haut d'un échafaudage, place du Châtelet. Les deux maîtres du crayon, Charlet et Raffet, ont disparu du monde sans laisser de successeurs.